# Ciutat intel·ligent

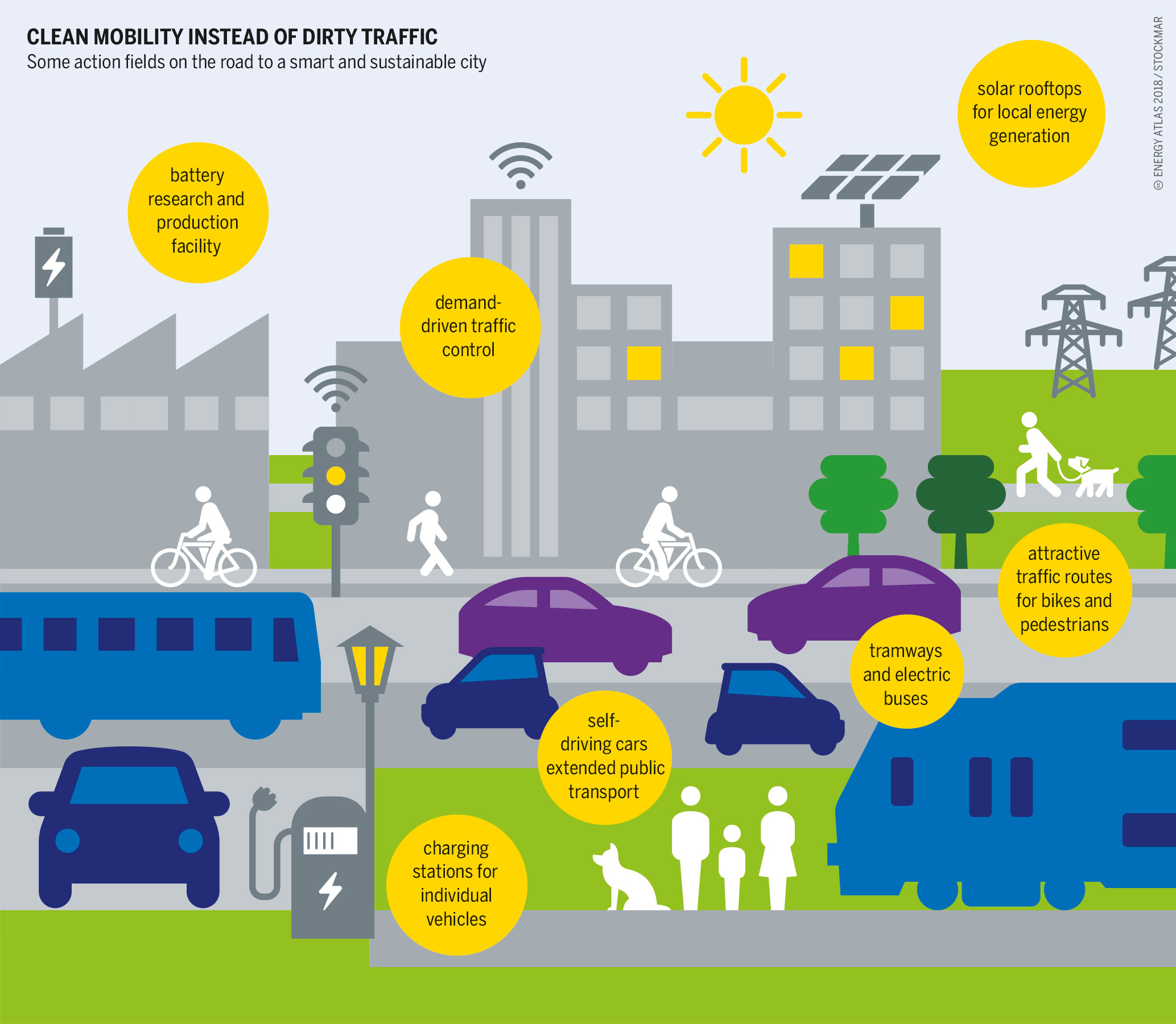

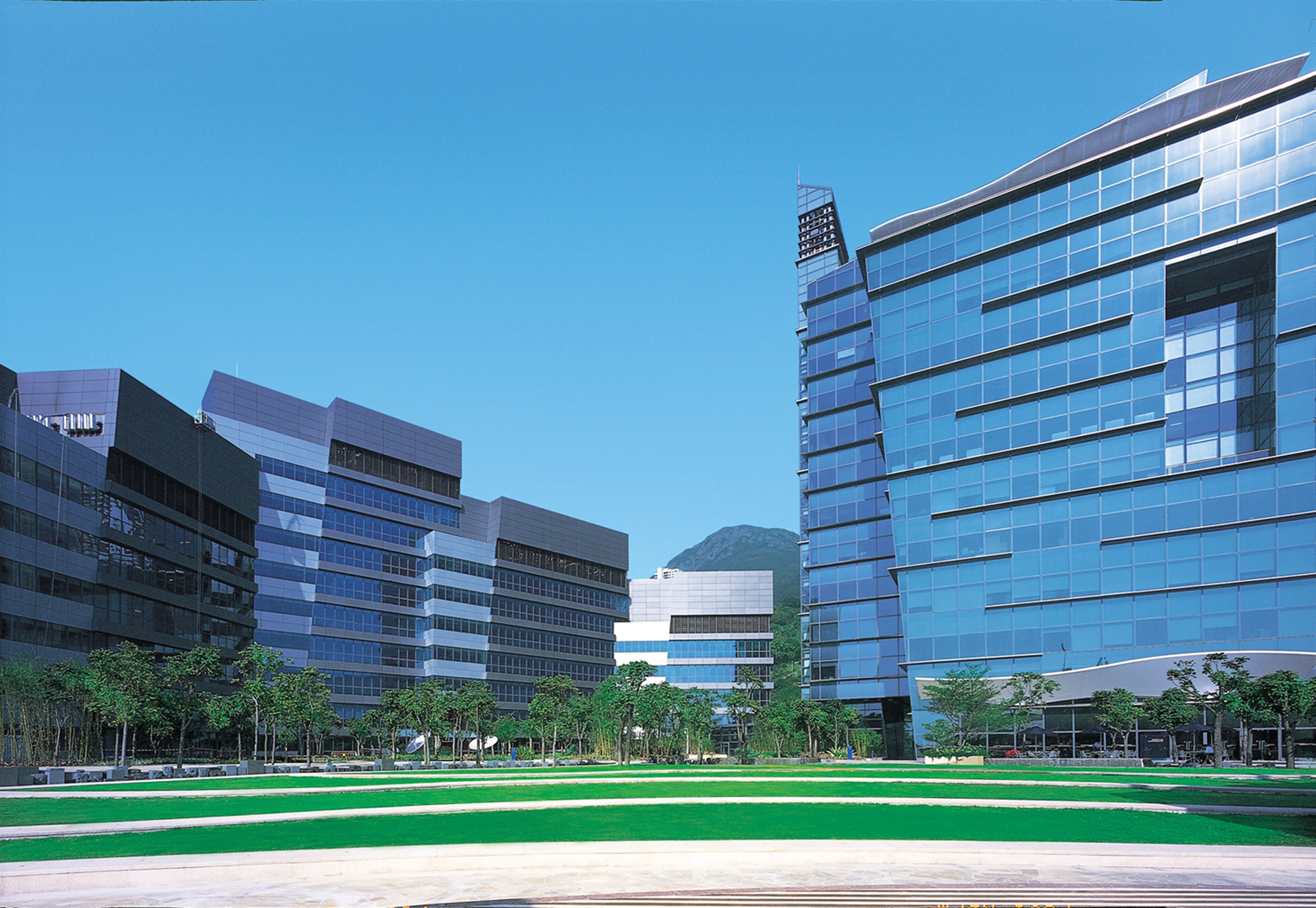
Edificis Cyberport a Hong Kong

Una ciutat intel·ligent és un ciutat dotada d'una organització basada en les tecnologies de la societat de la informació i la comunicació, enfocats a millorar tant la gestió dels diferents serveis com la qualitat de vida dels seus habitants. El concepte també és conegut amb la paraula anglesa smart city. La paraula catalana segueix el paral·lelisme d'altres termes, com ara telèfon o cotxe intel·ligent. Tot i que a l'inici era una aspiració típica urbana, cada vegada més s'opta per projectes que garanteixin l'equitat en l'accés a serveis de qualitat a tots els ciutadans d'un territori, independentment  de la grandària del lloc on resideixen. Des del punt de vista tecnològic, podem dir que una ciutat Intel·ligent és un sistema eco sostenible de gran complexitat amb diversos subsistemes lligats entre sí per a fer diverses funcionalitats.
L'atractivitat i l'eficàcia d'una ciutat no només depèn de la qualitat de les infraestructures, sinó també, icada vegada més, de la qualitat de les xarxes de comunicació, de l'interconnexió dels diferents actors, de l'integració dels serveis. S'hi afegeix a mès la qualitat social, cultural i intel·lectual. Aquesta conjunt contribueix a millorar la competitivitat faç a altres ciutats. Un element estratègic per a millorar l'ecosistema urbà rau cada vegada més en les tecnologies de la informació i la comunicació (TIC). Aquests, per exemple, poden contribuir –en un context d'espai escàs per construir noves infraestructures– a l'augmentació de la capacitat de les xarxes de transport, facilitar la participació cívica per consultes o automatitzar molts procediments burocràtics.
Un grup d'estudiosos de diverses universitats tècniques d'Europa el 2007 va proposar una classificació de les ciutats intel·ligents en mesurar o avaluar «la intel·ligència» de sis caràcterístiques: economia, persones, governança, mobilitat, medi ambient, ciutadània i qualitat de vida.
Tot i això, l'epítet «ciutat intel·ligent» queda un concepte vague que s'utilitza sovint com un eslògan comercial molt de moda al màrqueting de les ciutats. L'etiqueta de ciutat intel·ligent queda un concepte bastant confús. Per sortir de la confusió, l'Associació espanyola de normalització (Aenor) va publicar un norma que proposa aquesta definició: «Una ciutat intel·ligent i sostenible és una ciutat innovadora que aprofita les tecnologies de la informació i la comunicació (TIC) i altres mitjans per a millorar la qualitat de vida, la competitivitat, l'eficiència del funcionament i els serveis urbans, alhora que s'assegura de que respon a les necessitats de les generacions presents i futures pel que fa als aspectes econòmics, socials, mediambientals i culturals.» L'urbanista Tomàs Diez proposa un canvi de paradigma de l'antiga ciutat que només «importava productes i produïa escombraries».
La Unió Europea dedica un esforç constant a l'elaboració d'una estratègia de creixement intel·ligent de les ciutats metropolitanes i regions. Altres institucions internacionals i fàbriques d'idees també creuen en un desenvolupament basat en el cable i les TIC com per exemple l'Oslo Manual editat per l'OCDE i Eurostat. Aquest manual ofereix a més un conjunt d'eines per a identificar indicadors consistents que formen un marc d'anàlisi per als investigadors en innovació urbana. A nivell mesoregional, s'observa una renovada atenció pel paper de les infraestructures de comunicacions suaus en la determinació dels resultats econòmics.

## Terminologia
A causa de l'amplitud de les tecnologies que s'han implementat sota l'etiqueta de ciutat intel·ligent, és difícil destil·lar una definició precisa de ciutat intel·ligent. Deakin i Al Waer enumeren quatre factors que contribueixen a la definició d'una ciutat intel·ligent:
1. L'aplicació d'una àmplia gamma de tecnologies electròniques i digitals a comunitats i ciutats.
2. L'ús de les TIC per transformar la vida i els entorns de treball a la regió.
3. La incorporació d'aquestes tecnologies de la informació i les comunicacions (TIC) als sistemes governamentals.
4. La territorialització de pràctiques que uneixen les TIC i les persones per millorar la innovació i el coneixement que ofereixen.

Deakin defineix la ciutat intel·ligent com aquella que utilitza les TIC per satisfer les demandes del mercat (els ciutadans de la ciutat) i en la qual és necessària la participació de la comunitat en el procés. Una ciutat intel·ligent seria, per tant, una ciutat que no només posseeix tecnologia TIC en àrees concretes, sinó que també ha implementat aquesta tecnologia de manera que afecta positivament a la comunitat local.

### Definicions alternatives
Les definicions alternatives inclouen:
- Giffinger (2007): "Competitivitat regional, transport i economia de les tecnologies de la informació i la comunicació, recursos naturals, capital humà i social, qualitat de vida i participació dels ciutadans en la governança de les ciutats".[15]
- Smart Cities Council: "Una ciutat intel·ligent és aquella que té tecnologia digital incrustada en totes les funcions de la ciutat."[16]
- Caragliu i Nijkamp (2009): "Una ciutat es pot definir com a "intel·ligent" quan les inversions en capital humà i social i en infraestructures de comunicació tradicionals (de transport) i modernes (TIC) alimenten un desenvolupament econòmic sostenible i una alta qualitat de vida, amb una gestió encertada de recursos naturals, mitjançant l'acció participativa i el compromís".[17]
- Frost & Sullivan (2014): "Vam identificar vuit aspectes clau que defineixen una ciutat intel·ligent: governança intel·ligent, energia intel·ligent, construcció intel·ligent, mobilitat intel·ligent, infraestructura intel·ligent, tecnologia intel·ligent, sanitat intel·ligent i ciutadà intel·ligent".[18]
- Institut d'Enginyers Elèctrics i Electrònics: "Una ciutat intel·ligent reuneix tecnologia, govern i societat per permetre les següents característiques: ciutats intel·ligents, economia intel·ligent, mobilitat intel·ligent, entorn intel·ligent, gent intel·ligent, vida intel·ligent, governança intel·ligent".[19]
- Diccionari empresarial[Qui?]: "Una àrea urbana desenvolupada que crea un desenvolupament econòmic sostenible i una alta qualitat de vida excel·lint en múltiples àrees clau; economia, mobilitat, medi ambient, persones, habitants i governs. L'excel·lència en aquestes àrees clau es pot fer gràcies a capital, capital social i/o infraestructura TIC".[cal citació]
- Govern de l'Índia (2014): "La ciutat intel·ligent ofereix sostenibilitat en termes d'activitats econòmiques i oportunitats d'ocupació a una àmplia part dels seus residents, independentment del seu nivell d'educació, habilitats o nivells d'ingressos".[20]
- Department for Business, Innovation and Skills, Regne Unit (2013): "El concepte no és estàtic, no hi ha una definició absoluta d'una ciutat intel·ligent, no hi ha un punt final sinó, més aviat, un procés o una sèrie de passos pels quals les ciutats es tornen més "habitables" i resistents i, per tant, capaces de respondre més ràpidament a nous reptes".[21]

## Característiques
S'ha suggerit que una ciutat intel·ligent utilitza tecnologies de la informació per:
1. Fer un ús més eficient de la infraestructura física (carreteres, entorn construït i altres actius físics) mitjançant intel·ligència artificial i anàlisi de dades per tal de donar suport a un desenvolupament econòmic, social i cultural fort i saludable.
2. Col·laborar eficaçment amb els funcionaris locals de governança mitjançant l'ús de processos d'innovació oberta i la participació electrònica, millorant la intel·ligència col·lectiva de les institucions de la ciutat mitjançant la governança electrònica, posant èmfasi en la participació ciutadana i el co-disseny.[22]
3. Aprendre, adaptar-se i innovar i, per tant, respondre amb més eficàcia i rapidesa a circumstàncies canviants millorant la intel·ligència de la ciutat.[23]

Evolucionen cap a una forta integració de totes les dimensions de la intel·ligència humana, la intel·ligència col·lectiva i també la intel·ligència artificial dins de la ciutat.
La intel·ligència de les ciutats "resideix en la combinació cada vegada més eficaç de xarxes de telecomunicacions digitals (els nervis), intel·ligència integrada (el cervell), sensors i etiquetes (els òrgans sensorials) i programari (el coneixement i el coneixement competència) ".
Aquestes formes d'intel·ligència a les ciutats intel·ligents s'han demostrat de tres maneres:
- Intel·ligència d'orquestació: les ciutats estableixen institucions i col·laboracions per a la resolució de problemes basats en la comunitat, com a Bletchley Park. S'ha conegut com el primer exemple d'una ciutat intel·ligent o d'una comunitat intel·ligent.
- Intel·ligència d'apoderament: les ciutats proporcionen plataformes obertes, instal·lacions experimentals i infraestructures de ciutats intel·ligents per tal d'agrupar la innovació en determinats districtes. Aquests es veuen a llocs com Kista, Estocolm, i a la Zona Cibernètica de Hong Kong. També s'han establert instal·lacions similars a Melbourne.[27] S'ha creat un hub a Kyiv, que desenvolupa projectes públics.
- Intel·ligència d'instrumentació: la infraestructura de la ciutat es fa intel·ligent mitjançant la recopilació de dades en temps real, l'anàlisi i modelització predictiva a través dels districtes de la ciutat. Hi ha molta controvèrsia al voltant d'això, sobretot pel que fa als problemes de vigilància a les ciutats intel·ligents. S'han implementat exemples d'intel·ligència instrumental a Amsterdam.[28] Això s'implementa mitjançant:
- # Una infraestructura IP comuna a partir de la qual els investigadors poden desenvolupar aplicacions.
- # Els comptadors i dispositius sense fils transmeten informació en el moment oportú.
- # Diverses llars disposen de comptadors d'energia intel·ligents per prendre consciència del consum d'energia i reduir el consum d'energia.
- # Compactadors d'escombraries d'energia solar, estacions de recàrrega de vehicles i làmpades d'estalvi energètic

Alguns dels principals camps d'activació intel·ligent de la ciutat són:
| Economia de la innovació                                   | Infraestructures urbanes               | Governança                           |
| ---------------------------------------------------------- | -------------------------------------- | ------------------------------------ |
| Innovació en indústries, clústers, districtes d'una ciutat | Transport                              | Serveis d'administració al ciutadà   |
| Plantilla de coneixement: educació i ocupació              | Energia / serveis públics              | Democràcia participativa i directa   |
| Creació d'empreses intensives en coneixement               | Protecció del medi ambient / Seguretat | Serveis al ciutadà: qualitat de vida |

## Components
Molts estudis i enquestes demostren de manera clara que els avantatges de les ciutats intel·ligents són evidents, però la seguretat informàtica i els reptes tecnològics son una barrera important per la seva acceptació. Tot i que els beneficis semblen ser coneguts, les pors a atacs cibernètics són una barrera important. Per al 58% dels responsables informàtics enquestats, el problema més gran se segueix en la manca d'infraestructura i finançament tecnològics.
Degut a la magnitud de les dades el temps de processament és lent. Es necessitaria una tecnologia que fos capaç de processar aquestes magnituds en un temps mínim. Un dels principals interessos de les aplicacions pensades en les ciutats intel·ligents és que es puguin utilitzar en temps real, com en les aplicacions de control del temps entre parades d'autobús en les que es necessitaria saber el temps just en minuts de quant li quedaria al autobús per arribar a una parada concreta o del contrari aquesta aplicació no tindria el sentit pel fos creat.
La correcta gestió de les Bases de dades està modernitzant les ciutats, ja que les seves aplicacions ofereixen gran informació clau per a prendre decisions encertades i per la prevenció de problemes en els nuclis urbans. A més a més, el constant augment de la població de les ciutats suposa un repte per a les autoritats enfront de la planificació urbana, per això, gestionar la informació s'ha convertit en un factor molt important per a la prestació de serveis en la ciutat_intel·ligent. Els sistemes de gestió de bases de dades (SGBD) en les ciutats intel·ligents són aplicacions que permeten als usuaris crear i mantenir la base de dades, proporcionant un accés controlat a l'informació. Aquests sistemes de gestió integren múltiples filosofies però els més comuns en aquestes ciutats són els sistemes SGBD que manipulen petites bases de dades orientades a gestionar petites dades com les de domòtica i els sistemes SGBD corporatius que gestionen moltes dades i transaccions amb un servidor de gran capacitat com el conjunt de dades d'una ciutat sensoritzada.

### Connectivitat
Les tecnologies que s'utilitzen per establir una connectivitat entre les Bases de Dades i les aplicacions s'ha convertit en un factor molt important a l’hora de gestionar una ciutat intel·ligent que compta amb una funcionalitat d’accés a la informació.

### Tractament de les dades
La importància del tractament i la gestió de les dades en una ciutat intel·ligent és de vital importància per comprovar la informació recollida pels dispositius i així impulsar noves vies de participació ciutadana en la ciutat intel·ligent. Gràcies a les Bases de Dades, aquestes ciutats intel·ligents han començat a utilitzar gran quantitat d’informació a la seva disposició per a gestionar els problemes de la vida diària com ingressos bancaris, robatoris, tràfic, malalties, etc. Amb aquestes tecnologies i amb polítiques molt més afinades s'està canviant el mode en el qual es regeixen les ciutats. El correcte tractament de les dades permet anticipar-se als problemes. Per exemple, malgrat el seu descens, segueixen morint moltes persones en incendis a casa (2.685 en EE. UU en 2015). Està demostrat que la presència de detectors de fum ajuden a prevenir defuncions, reduint-les en un 50%. Un altre exemple podria ser el control sanitari dels restaurants en Chicago que, gràcies al tractament de les Bases de Dades i altres variables permeten analitzar quins locals poden tindre més problemes sanitaris i actuar en conseqüència. Amb la revolució de l'Internet de les Coses i els sensors es podrà mesurar gairebé tot. Tota aquesta informació es troba disponible en les Bases de Dades gràcies al monitoratge de la ciutat. Tot i així, moltes Bases de Dades estan fragmentades controlant-les diferents companyies que en molts casos no volen compartir la informació per protegir la privacitat. Encara que en molts casos les ciutats intel·ligents tenen protocols i polítiques que les gestionen i les controlen, es poden creuar dades d’alguna persona en particular. Aquest és el motiu pel qual hi han Bases de Dades privades en les ciutats intel·ligents on la ciberseguretat és un paper molt important.
La gran quantitat d’informació presenta un gran problema de gestió. Definir la freqüència temporal i la quantitat de dades a recol·lectar, així com la distància espacial, la resolució, la precisió i inclús la incertesa de les dades associada a la seva qualitat, és tan important com treballar-la des d'una única base de dades espacial autoritzada. Si som capaços de definir totes aquestes regles en la captació d'informació i publicar les dades, les diferents agències governamentals, la indústria i els consumidors sabran com utilitzar aquesta informació per crear nous serveis innovadors.
Com a conseqüència també pot sorgir la necessitat de replantejar-se el paper dels experts en la gestió i el tractament de dades i els problemes de latència i errors derivats enfront del treball d'innovació en tècniques d'anàlisi automatitzada en les Bases de Dades. Només d'aquesta manera, podrem ser capaços de recol·lectar dades, validar-les, sintetitzar-les i depurar la informació de manera sostenible, representant un gran repte per a les autoritats gestores d'aquestes dades com per aquelles ciutats amb vista a desenvolupar la seva pròpia ciutat intel·ligent.

### Anàlisi de les dades i serveis al núvol
Una vegada s'han captat les dades en la ciutat intel·ligent i s'han enviat a través dels components de comunicació gràcies a diversos protocols de connexió a internet fins a les bases de dades, aquestes compten amb serveis al núvol que permeten mantenir la informació actualitzada de tots els dispositius de la ciutat_intel·ligent de manera automàtica i sense cables. Aquestes plataformes com iCloud, permeten emmagatzemar informació amb seguretat de diferents sectors com el turisme en la ciutat, el consum d'energia, la construcció, etc, de manera que afavoreixen la transparència de les dades de la ciutat i ajuden a fer estudis per desenvolupar una ciutat més eficient i sostenible que s'aconsegueix gràcies a una anàlisi de la informació en la ciutat_intel·ligent.
Gràcies a l'anàlisi de la informació de les bases de dades, es podrà monitorar múltiples aspectes de la vida i de les ciutats intel·ligents a través de dispositius que transmetran informació i podrem actuar-hi des de prevenir filtracions a les tuberies d'aigua, controlar el trànsit amb les dades dels parquímetres, etc.
Kansas Cityha desenvolupat un programa pioner que a través de sensors en el seu carrer principal, utilitza el vídeo per obtenir informació del tràfic, llocs lliures per aparcar, el moviment dels vianants, útil per si algú vol obrir una tenda en el carrer per exemple.

### Una conquesta en el desenvolupament de les infraestructures
Aquest aspecte aspira a un creixement urbà que posa l'accent en el rol crític que desenvolupen les indústries creatives i d'alta tecnologia a llarg termini. Aquest factor, juntament amb les infraestructures toves («xarxes de coneixement, organitzacions de voluntaris, els entorns lliures de crims i l'economia del lleure a la nit»), són el nucli de les investigacions de Richard Florida. La idea bàsica és que «creixin les professions creatives i que les empreses s'orientin per atraure la creativitat». Tot i que la presència d'una força de treball creativa i qualificada no garanteix el creixement d'una ciutat, en una economia del coneixement intensiva i cada vegada més globalitzada, aquests factors determinen cada vegada més l'èxit de les ciutats. Tot i això, una ciutat no es pot limitar a ser atractiua només per els yuppies creatius i altament qualificats i ha d'acollir i respectar una diversitat de persones que han de cohabitar.

### Una estratègia per a crear un ecosistema competitiu
En aquest cas, una ciutat intel·ligent és la que pren avantatge de les oportunitats que ofereixen les TIC per a augmentar la prosperitat i la competitivitat locals -el que implica un enfocament integrat de desenvolupament urbà basat en perspectives multisectorials, amb molts actors implicats i a diversos nivells d'actuació.
Això porta a «posar l'accent en un desenvolupament urbà centrat en les empreses», tot creant ciutats orientades a les empreses amb l'objectiu d'atreure nous negocis. Les dades mostren que les ciutats orientades als negocis són, en efecte, entre les que tenen millors resultats socioeconòmics.
La capacitat de la intel·ligència local està intrínsecament lligada a la de l'economia basada en el coneixement, en què la innovació i la tecnologia són les principals causes del creixement i de la intel·ligència col·lectiva de la seva comunitat. Així és com es focalitza en la capacitat de les xarxes el fet d'esdevenir motors principals de l'èxit d'una comunitat. Per a això és necessari establir un paradigma de planificació pertinent per al desenvolupament urbanoregional i per a la gestió de la innovació, intrínsecament relacionat amb el concepte de 'ciutats intel·ligents' (o de comunitats, grups, districtes i territoris multiclúster). Mitjançant el desenvolupament centrat en sectors, clústers o en estratègies més complexes de ciutats intel·ligents, els territoris poden establir mecanismes d'innovació de dimensions mundials i millorar substancialment els seus sistemes d'innovació.

### Una aproximació a les ciutats sostenibles i inclusives
Un enfocament alternatiu posa més atenció en la valor i la qualitat de les relacions socials per al desenvolupament urbà. Aquí, una ciutat intel·ligent és aquella comunitat que ha après a aprendre, adaptar i innovar. Això pot incloure un fort enfocament en l'objectiu d'aconseguir la inclusió social de diversos ciutadans en els serveis públics i a posar l'èmfasi en la participació ciutadana en el codisseny de les polítiques públiques. Integra tècniques de participació per via de la xarxa, com ara la consulta en línia sobre sobre projectes urbans. La gent ha de ser capaç d'utilitzar la tecnologia per tal de beneficiar-se'n. Quan els problemes socials i relacionals no es tinguin degudament en compte, pot acabar en una la polarització social.
La sostenibilitat n'és un component estratègic fonamental en un món on els recursos són escassos, i on les ciutats basen cada cop més el seu desenvolupament i la seva riquesa en els recursos turístics, patrimonials i naturals: la seva explotació ha de garantir l'ús segur i renovable del patrimoni natural. Aquest últim punt està relacionat amb el desenvolupament de les empreses, perquè el savi equilibri de mesures que fomentin el creixement, d'una banda, i la protecció de les baules febles, de l'altra, és una pedra angular per al desenvolupament urbà sostenible. Que aquesta visió creixi pel vessant de la sostenibilitat pot determinar el fet que una ciutat sigui veritablement intel·ligent, en contrast amb un concepte que és limita a millorar només l'equip tecnològic sense concepte global del conjunt de la ciutat.

### Xarxes de sensors sense fils per a les ciutats intel·ligents
Les xarxes de sensors sense fils són una tecnologia que ajuda a crear ciutats intel·ligents. Poden mesurar diversos paràmetres d'interès per a una gestió més eficient de la ciutat. Les dades essencials es fan disponibles en temps reals per als ciutadans i les autoritats, que se'n poden servir per prendre decisions.
Per exemple, poden monitorar la concentració de la contaminació en cada carrer de la ciutat o poden obtenir alertes automàtiques quan el nivell de radiació augmenta un cert nivell. També permet optimitzar el reg de parcs i la il·luminació dels carrers. A més, de facilitar el control de les fuites d'aigua o obtenir mapes de soroll fiables. Fins i tot, els contenidors d'escombraries poden enviar, mitjançant una xarxa de sensor, una alerta als responsables polítics quan estan a prop d'omplir-se.
El trànsit de vehicles pot ser monitorat per tal de modificar els semàfors de manera dinàmica i ajustada a la seva capacitat. En relació amb això, el trànsit es pot reduir gràcies als sistemes que detecten la propera plaça d'aparcament disponible. Els conductors poden rebre informació en temps real de la plaça d'aparcament que els queda més a prop de forma ràpida i immediata, tot estalviant temps i combustible, reduint d'aquesta manera la contaminació i els embussos de trànsit, i millorant, per tant, la qualitat de vida.

## Polítiques
ASEAN Smart Cities Network (ASCN) és una plataforma de col·laboració que té com a objectiu sinergitzar els esforços de desenvolupament de ciutats intel·ligents a tota l'ASEAN, facilitant la cooperació en el desenvolupament de ciutats intel·ligents, catalitant projectes bancables amb el sector privat i assegurant finançament i suport dels socis externs de l'ASEAN.
La Unió Europea (UE) ha dedicat esforços constants a dissenyar una estratègia per aconseguir un creixement urbà "intel·ligent" per a les seves ciutats o regions metropolitanes. La UE ha desenvolupat una sèrie de programes dins de "l'Agenda digital d'Europa" que estan efocats a aquest objectiu. L'any 2010 va destacar el seu enfocament per a potenciar la innovació i la inversió en serveis TIC amb la finalitat de millorar els serveis públics i la qualitat de vida. Arup estima que el mercat mundial de serveis urbans intel·ligents serà de 400.000 milions de dòlars anuals el 2020.
La Missió de les ciutats intel·ligents és un programa d'equipament i renovació urbana encapçalat pel Ministeri de Desenvolupament Urbà del Govern de l'Índia, que té l'ambiciosa visió de desenvolupar 100 ciutats mitjançant la modernització de ciutats mitjanes existents.

## Crítiques
- S'utilitza com una argumentació estratègica per ignorar vies alternatives de desenvolupament urbà que podrien ser millores.[36]
- L'enfocament "smart city" pot donar lloc a una subestimació dels possibles efectes negatius del desenvolupament de les noves infraestructures tecnològiques i de xarxa necessaris perquè una ciutat sigui realment intel·ligent.[52]
- El terme ha eclipsat conceptes més integrals com a «ciutat sostenible» o »ciutat del coneixement». El terme «ciutat intel·ligent» es va imposar per la força de grans empreses com ara IBM, Cisco, Siemens… que només hi veien una possibilitat de vendre tecnologia sense concepte urbanístic integral.[53]

La idea d'espais urbans neoliberal ha estat criticada pels riscos potencials associats en posar un pes excessiu en els valors econòmics com a únic fil conductor pel desenvolupament urbà. Entre els seus patrons de desenvolupament cal que els responsables polítics considerin també tots aquelles que no depenen només d'un model basat en els negocis.
Atès que el model de negocis globalitzat es basa en la mobilitat del capital, el fet de seguir un model orientat als negocis pot resultar en una estratègia perdedora a llarg termini: «L'arranjament d'espais suposa, inevitablement, que el capital mòbil pugui ‘escriure els seus propis acords' per arribar a una ciutat determinada, només fins que rebi una oferta millor en un altre lloc. I això és tan cert per a les ciutats intel·ligents com per a les ciutats basades en la indústria i la manufactura».

## Projectes destacats
- «Ciutat Intel·ligent de referència»: un objectiu estratègic de l'Ajuntament de Barcelona.[54]
- Smart City Live, esdeveniment anual a Barcelona que compren un congrés i fira a Barcelona[55]
- «València ciutat intel·ligent contra la Covid-19»: un projecte internacional sota ègida de l'Unió Internacional de Telecomunicacions (UIT) de la UNO.[56]